# 藤田静夫
藤田 静夫（ふじた しずお、1911年2月5日 - 2002年9月27日）は、京都府京都市出身のサッカー選手。第6代日本サッカー協会会長。日本体育協会理事、京都府体育協会会長、京都市体育協会会長等を歴任。サッカー指導者の辛島啓珠は孫に当たる。

## 経歴
京都府師範学校（現在の京都教育大学）在学時にサッカーを始め、1928年の第10回全国中等学校蹴球選手権大会（現在の全国高等学校サッカー選手権大会）に出場。1930年の第12回大会にも出場した。
1930年に卒業後は京都府の教員を経て、京都府庁に入庁した。また、1935年より京都府蹴球協会（現・京都府サッカー協会）理事長、1947年からは同協会の会長にそれぞれ就任。京都サッカー界の発展に尽力し、釜本邦茂、柱谷幸一、哲二兄弟らの日本代表選手を輩出する土壌を築いた。選手としても京都紫光クラブに在籍した。
1954年より日本サッカー協会（JFA）の常任理事、1976年からJFA副会長、1987年からはJFA会長に就任した。日本経済界の重鎮でもなく、日本代表への選出歴もない藤田の抜擢は異例の事であったが、1992年までの在任期間中には、日本プロサッカーリーグ、日本女子サッカーリーグ、全日本ユース選手権の創設、FIFAワールドカップ招致活動などに尽力した。
2002年9月27日、京都府京都市で肝不全により死去した。享年92。
2005年、日本サッカー殿堂に選出された。

## 受賞歴
- 1975年　藍綬褒章
- 1982年　勲四等旭日小綬章
- 1992年　FIFA功労者表彰
- 2005年　日本サッカー殿堂